# 알키오네 (항성)
알키오네(Alcyone) 또는 황소자리 에타(η Tau)는 황소자리 방향에 있는 다중성계이다. 지구로부터 약 440 광년 떨어져 있으며 나이가 1억 년 정도로 젊은 플레이아데스 산개성단에서 가장 밝은 별이다. 다수의 어두운 별들이 알키오네에서 매우 가까운 곳에 있는데 이들은 모두 같은 성단의 구성원들로 보인다.

## 명칭
황소자리 에타(η Tau)는 이 항성계를 바이어 명명법으로 부른 이름이다. 고유명칭 알키오네(Alcyone)는 그리스 신화에서 아틀라스와 플레이오네의 일곱 딸들(플레이아데스) 중 하나의 이름이다. 2016년 국제천문연맹이 결성한 WGSN(항성명칭 워킹그룹)은 동년 7월 공고에서 이 항성계에서 가장 밝은 구성원인 황소자리 에타 A에 알키오네 Alcyone 명칭을 공식적으로 부여했다. WGSN은 고유명칭을 구성원 단위로 부여하기로 규칙을 정했기 때문에 해당 이름은 에타 계 전체에 붙은 게 아니라 가장 밝은 A에 부여되었다. 현재 이 명칭은 IAU 인증 항성명칭목록에 등재되어 있다.
중화권에서 황소자리 에타는 엘렉트라, 타이게타, 아스테로페, 마이아, 메로페, 아틀라스와 함께 묘수(昴宿)의 구성원이다. 이들 중 알키오네 하나만을 부르는 명칭은 묘수6(昴宿六, 묘수에서 여섯 번째 항성)이다.

## 항성계
황소자리 에타 계의 주성 황소자리 에타 A(알키오네)는 플레이아데스성단 내 다른 B형 항성들과 비슷한 B형 청백색 거성으로 다시 항성 셋으로 이루어져 있고 가장 밝게 빛난다. 겉보기등급은 +2.87(절대등급 = −2.39)이며 반지름은 태양의 약 10 배이다. 표면온도는 대략 13,000 K이며 총광도는 태양의 2400 배이다. 분광형 B7IIIe는 스펙트럼에 방출선들이 나타난다는 뜻이다. Be형 별들 다수와 마찬가지로 A의 자전속도는 초당 149 킬로미터로 매우 빨라서 항성의 물질이 내쳐져 나가 항성 적도면을 따라 가스 원반 구조를 형성하고 있다. A에서 나머지 구성원의 질량은 거성의 절반 정도이고 0.031 초각만큼 거리를 두고 있다.(태양 ~ 목성 거리) A 내 주성과 반성은 830 일을 1 주기로 질량 중심을 돌고 있다.
《이중 및 다중성 구성원 목록》에는 황소자리 에타 A의 반성 셋이 수록되어 있다. B는 '황소자리 24'로 주성으로부터 117" 떨어져 있고 겉보기등급은 6.28인 A0 분광형의 주계열성이다. C는 '황소자리 V647'이며 방패자리 델타형 변광성이고 D는 겉보기등급 9.15에 분광형 F3의 주계열성이다. 황소자리 V647의 밝기는 1.13 시간을 주기로 +8.25와 +8.30 사이에서 변동한다.
《워싱턴 이중성 목록》에는 반성이 넷 더 추가되어 있는데 이들은 모두 11 등급보다 어둡다. 또한 D를 쌍둥이 구성원 둘이 0.30" 떨어져 있는 이중성으로 서술하고 있다.

## 같이 보기
- Be형 항성
- 껍질별
- 별주위원반